# Adelaida de la Calle Martín
Adelaida de la Calle Martín (Madrid, 1948) és una biòloga espanyola, catedràtica de biologia cel·lular, rectora de la Universitat de Màlaga i des de juny de 2015 Consellera d'Educació de la Junta d'Andalusia. Va ser condecorada amb la Medalla de la Universitat de Sevilla per contribuir al fet que aquesta institució educativa fos reconeguda com a Campus d'Excel·lència Internacional. El 17 de juny de 2015 va ser nomenada consellera d'educació de la Junta d'Andalusia.

## Trajectòria acadèmica
Nascuda el 1948, es va llicenciar en ciències biològiques el 1972 per la Universitat Complutense de Madrid i tres anys després va obtenir el títol de doctora per la Universitat de La Laguna. El 1979 va accedir al lloc de professora adjunta a la Universitat de Màlaga, entre 1982 i 1983 va treballar a la Universitat d'Ulm i al seu retorn el 1983 va ser nomenada professora titular de biologia cel·lular, dins del Departament de Biologia Cel·lular i Genètica de la Universitat de Màlaga.
Des de llavors, entre altres càrrecs, ha estat sotsdirectora de Cursos Oberts de la Universitat de Màlaga (1989), vicerectora Adjunta de Recerca (1990-1992), vice-degana de la Facultat de Ciències (1994) i vicerectora de Recerca de la Universitat de Màlaga entre 1994 i 2003. El 2004 fou elegida rectora de la Universitat de Màlaga. Així mateix, és consellera d'Universia, presidenta de la Fundació General de la Universitat de Màlaga, presidenta de la Fundació Observatori Universitat-Empresa, consellera del Consell Social de la Universitat de Màlaga, vocal de la Corporació Tecnològica d'Andalusia en representació del Consell Andalús d'Universitats. Entre 2008 i 2011 va ser presidenta de l'Associació d'Universitats Públiques d'Andalusia (AUPA), i entre 2011 i 2013 de la Conferència de Rectors de les Universitats Espanyoles.

## Recerca
A l'àrea de la recerca, durant la seva primera etapa va estudiar la citoarquitectura del sistema nerviós dels lacèrtids i des del 1998 els seus treballs (finançats pel Pla Nacional de Recerca des de 1984) se centren en l'estudi del sistema nerviós, especialment en relació als receptors de dopamina i als mecanismes de transmissió als ganglis basals. També s'ha centrat en l'estudi de la formació d'heteròmers de receptors dopaminèrgics i opiòïdes i la seva implicació en l'addicció a la morfina. Ha col·laborat amb institucions com l'Institut Pasteur, l'Institut Karolinska i l'Institut Cajal, amb relació a malalties neurodegeneratives.